# 橫山光輝
橫山光輝（日语：／ Yokoyama Mitsuteru1934年6月18日—2004年4月15日）本名橫山光照，出身於兵庫縣神戶市須磨區，日本漫畫家。 
代表作有《鐵人28號》、《六神合体》《伊賀的影丸》、《魔法使莎莉》、《彗星公主》、《巴比伦2世》、《三國志》等。他的許多作品都被製作成動畫。

## 生平

### 晚年
1991年《三國志》獲得第20回日本漫畫家協会獎優秀獎。2004年獲文部科學大臣獎。
多年來在各式各樣的漫畫類型上活躍，是與手塚治虫、石之森章太郎等並列的漫畫界巨匠。
2004年4月15日因在東京的家中意外失火而全身燒傷不治去世。遺作是《殷周傳說》。

## 主要作品
- 鐵人28號
- 铁甲人（ジャイアントロボ）
- 伊賀的影丸（日语：伊賀の影丸）
- 假面忍者 赤影（仮面の忍者 赤影）
- 巴比倫2世（バビル2世）
- 101超人（日语：その名は101）
- 異人（日语：マーズ (漫画)）
- 六神合體
- 彗星公主
- 魔法使莎莉（魔法使いサリー）
- 三國志（三国志）
- 水滸傳（日语：水滸伝 (漫画)）
- 織田信長（日语：織田信長 (山岡荘八・横山光輝の漫画)）
- 武田信玄
- 武田勝賴
- 豐臣秀吉
- 伊達政宗
- 德川家康
- 成吉思汗
- 史記（日语：史記 (横山光輝の漫画)）
- 項羽與劉邦（日语：項羽と劉邦 (横山光輝の漫画)）
- 殷周傳說（日语：殷周伝説）

## 外部連結
- 橫山光輝的世界 （页面存档备份，存于）（日語）
- 横山光輝官方網站 （页面存档备份，存于）（日語）